# Vagbhata
Vagbhata este unul dintre cei trei scriitori clasici indieni care a scris opera intitulată Ayurveda, alături de Charaka și Sushruta, care au scris Ashtanga Sangraha și Ashtanga Hridaya Samhita. Se crede că a trăit în secolul al VII-lea, ulterior celorlalți doi scriitori amintiți, deoarece este cunoscut faptul că îi cita adesea în scrierile sale.

## Biografie
- Dick, Michael S. (1998).  The Ancient Ayurvedic Writings Arhivat în 9 mai 2008, la Wayback Machine.